# Сан-Хуан-Какауатепек
Сан-Хуан-Какауатепек (исп. San Juan Cacahuatepec) — муниципалитет в Мексике, входит в штат Оахака. Население — 8134 человека (на 2005 год).

## История
Город основан в 1891 году.